# Suchodół (Piaseczno)
Pour les articles homonymes, voir Suchodół.
Suchodół (prononciation : [suˈxɔduu̯]) est un village polonais de la gmina de Tarczyn dans le powiat de Piaseczno de la voïvodie de Mazovie dans le centre-est de la Pologne.
Il se situe à environ 5 kilomètres à l'ouest de Tarczyn (siège de la gmina), 31 kilomètres au sud-ouest de Piaseczno (siège du powiat) et à 32 kilomètres au sud-ouest de Varsovie (capitale de la Pologne).

## Histoire
De 1975 à 1998, le village appartenait administrativement à la voïvodie de Varsovie.